# Diploplecta simplex
Diploplecta simplex là một loài nhện trong họ Linyphiidae.
Loài này thuộc chi Diploplecta. Diploplecta simplex được Alfred Frank Millidge miêu tả năm 1988.